# كونراد بور
كونراد بور (بالإنجليزية: Conrad Burr)‏ هو مهندس أمريكي، ولد في 23 نوفمبر 1968 في تشاينا غروف في الولايات المتحدة.

## وصلات خارجية
- كونراد بور على موقع Racing-Reference.info (الإنجليزية)